# زین‌آباد (بشرویه)
زین‌آباد یک منطقهٔ مسکونی در ایران است که در دهستان کرند واقع شده‌است. براساس سرشماری مرکز آمار ایران در سال ۱۳۹۵، زین‌آباد ۱۱ نفر جمعیت دارد.